# Fiori (Carini)
Fiori è un dipinto di Francesco Carini. Eseguito nel 1952, appartiene alle collezioni d'arte della Fondazione Cariplo.

## Descrizione
Si tratta di una natura morta dalla spiccata sensibilità cromatica, giocata su pennellate più corpose e materiche nella resa dei fiori e più delicate nella raffigurazione della tovaglia e dello sfondo, in una ricerca pittorica complessivamente non distante da Cassinari e Morlotti.